# Graciela Gazzola
Graciela Amelia Gazzola (Rosario, 23 de enero de 1955) es una atleta y basquetbolista argentina que ganó la medalla de bronce en básquetbol en silla de ruedas en los Juegos Paralímpicos de Toronto 1976. 
Por sus logros deportivos fue reconocida en Argentina como Maestra del Deporte Argentino (Ley 25962). Formada deportivamente en el Departamento de Lisiados del Parque Independencia de Rosario, en 2014 la Municipalidad de Rosario incluyó su nombre en una de las placas colocadas en el Paseo de los Olímpicos.

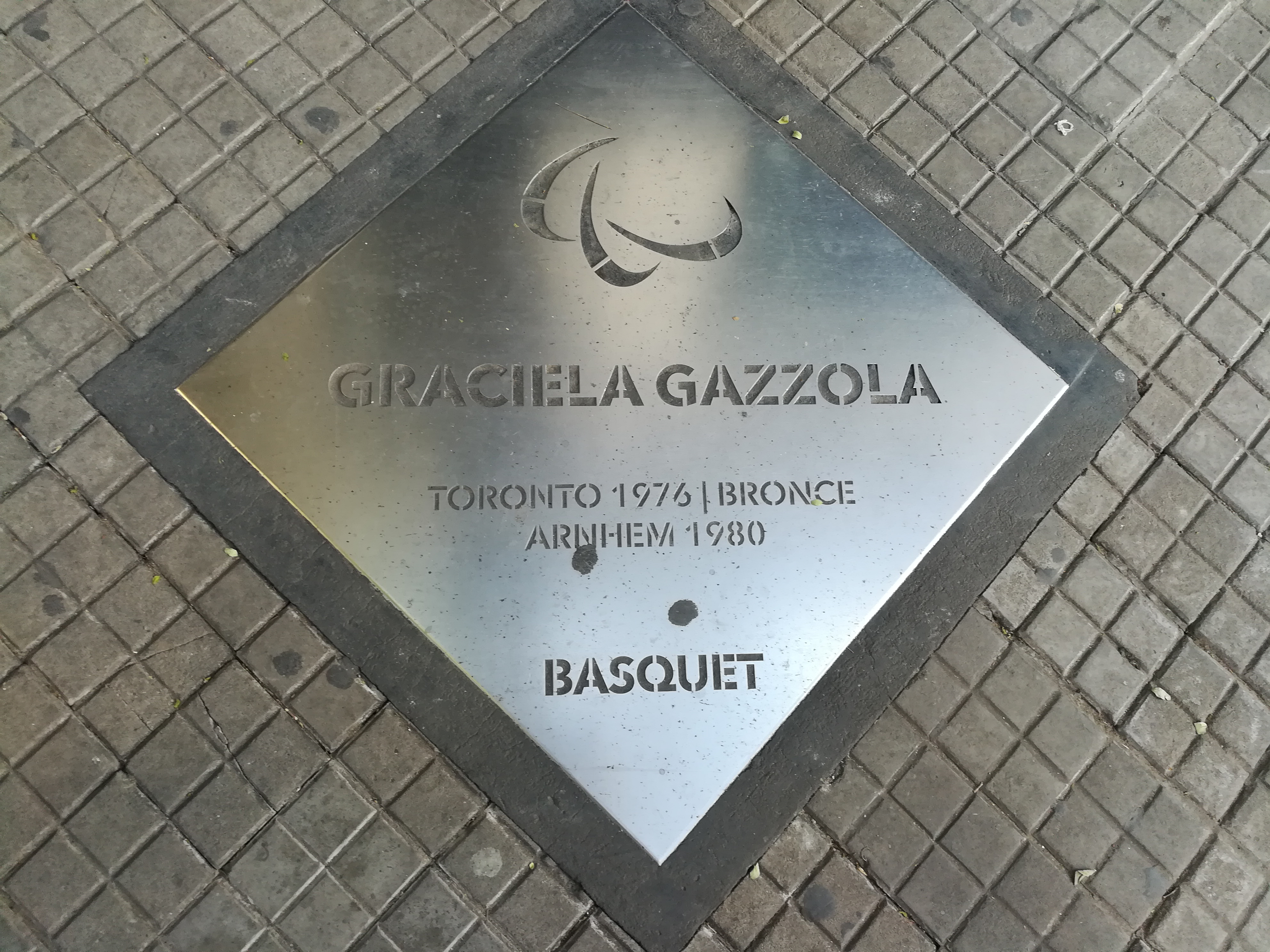
Placa homenaje a Gazzola en el Paseo de los Olímpicos de Rosario.

## Carrera deportiva

### Juegos Paralímpicos de Toronto 1976
Graciela Gazzola compitió en tres eventos en los Juegos Paralímpicos de Toronto 1976, ganando una medalla de bronce (básquetbol) y un diploma paralímpico (lanzamiento de disco).

#### Bronce en básquetbol femenino
Graciela Gazzola integró el equipo de básquetbol femenino que ganó la medalla de bronce en Toronto 1976. El equipo estuvo integrado por Susana Bainer, Elsa Beltrán, Cristina Benedetti, Eugenia García, Graciela Gazzola, Susana Masciotra, Susana Momeso, Marcela Rizzotto, Yolanda Rosa, Cristina Spara y Silvia Tedesco.
Participaron cinco países: Argentina, Canadá, Estados Unidos, Israel y República Federal Alemana que jugaron todos contra todos. Argentina perdió con Israel 16-56 (medalla de oro) y perdió 15-32 con la República Federal Alemana (medalla de plata), y venció a Estados Unidos (34-13) y Canadá (27-23), clasificando tercera y obteniendo así la medalla de bronce.
| Baloncesto Mujeres | Baloncesto Mujeres | Baloncesto Mujeres |
|                    | País               |                    |
| ------------------ | ------------------ | ------------------ |
| 1                  | Israel             |                    |
| 2                  | Alemania (RFA)     |                    |
| 3                  | Argentina          |                    |
| Fuente: IPC.       |                    |                    |

#### Diploma en lanzamiento de disco
| Atletismo Mujeres Lanzamiento de disco 4 Participantes: 11 | Atletismo Mujeres Lanzamiento de disco 4 Participantes: 11 | Atletismo Mujeres Lanzamiento de disco 4 Participantes: 11 | Atletismo Mujeres Lanzamiento de disco 4 Participantes: 11 | Atletismo Mujeres Lanzamiento de disco 4 Participantes: 11 |
|                                                            | Atleta                                                     | País                                                       | Distancia                                                  |                                                            |
| ---------------------------------------------------------- | ---------------------------------------------------------- | ---------------------------------------------------------- | ---------------------------------------------------------- | ---------------------------------------------------------- |
| 1                                                          | Ora Goldstein                                              | Israel                                                     | 16.96                                                      |                                                            |
| 2                                                          | L. Raiche                                                  | Canadá                                                     | 14.72                                                      |                                                            |
| 3                                                          | Darleen Quinkan                                            | Estados Unidos                                             | 14.09                                                      |                                                            |
| 4                                                          | Mickey Strole                                              | Estados Unidos                                             | 13.65                                                      | DP                                                         |
| 5                                                          | Kerttu Ronkkonen                                           | Finlandia                                                  | 13.23                                                      | DP                                                         |
| 6                                                          | Graciela Gazzola                                           | Argentina                                                  | 12.90                                                      | DP                                                         |
| Fuente: IPC.                                               |                                                            |                                                            |                                                            |                                                            |